# Celle di San Vito
Celle di San Vito – miejscowość i gmina we Włoszech, w regionie Apulia, w prowincji Foggia.
Według danych na rok 2004 gminę zamieszkiwało 185 osób, 10,3 os./km².